# Stegana monochrous
Stegana monochrous är en tvåvingeart som beskrevs av Tsacas 1990. Stegana monochrous ingår i släktet Stegana och familjen daggflugor. Inga underarter finns listade i Catalogue of Life.